# Naram-Sin Asirski
Naram-Sin ali Naram-Suen, na sodobnih napisih in pečatih klinopisno dna-ra-am-dEN.ZU, je bil vaklum (ugula, nadzornik) ali Išši’ak Aššur (énsi da-šùr, Ašurjev namestnik) mestne države Ašur. Na kasnejšem Seznamu asirskih kraljev je kot mna-ram-dEN.ZU omenjen kot 37. kralj Asirije. Na nekem drugem fragmentiranem seznamu je omenjen kot 30. vladar.
Ime je dobil po slavnem Naram-Sinu Akadskemu. Imenu je dodal božanski določilnik, tako kot njegov stari oče Sargon I., ki je dobil ime morda po Sargonu Akadskemu. Naram-Sina ne bi smeli zamenjati z Naram-Sinom Ešnunskim,  ki je vladal približno dvanajst let in je bil sin in naslednik dolgo vladajočega kralja Ebik-Adada II. Vladavina Naram-Sina Asirskega se je verjetno prekrivala z zgodnejšim delom  vladavine Ebik-Adada II., ki je potrjen v marijski Eponimski kroniki B, vrstica 25.

## Življenje
Naram-Sin Asirski je bil sin in naslednik kratko vladajočega Puzur-Ašurja II., kar dokazujejo pečati na ovojnicah kraljevih pisem anatolskim trgovcem v karumu Kaneš in kasnejših seznamih asirskih kraljev.
Dolžina Naram-Sinove vladavine je negotova; na podlagi različnih izkopanih seznamov limmujev (eponimov) sta njegova vladavina in vladavina njegovega sina in naslednika Erišuma II. skupaj  trajali 64 let. V Seznamu asirskih kraljev je zapis, da je Šamši-Adad I. "odšel v Babilonijo v času Naram-Sina". Šamši-Adad I. se ni vrnil, dokler ni osvojil Ekallatuma, se nato za tri leta ustavil in nato strmoglavil Erišuma II.
Kronika marijskih eponimov, ki vsebuje seznam limmujev do Šamši-Adadove osvojitve Ekallatuma, ne vsebuje podatka, kdaj je Erišuma II. nasledil svojega predhodnika.  Ker se je vladavina Erišuma II. prezgodaj končala z osvajanji Šamši-Adada I., je večino 64 let trajajočega obdobja verjetno vladal Naram-Sin. Ker se poškodovano število let njegovega vladanja  na Nassouhijeven seznamu kraljev konča s številko štiri, je Naram-Sin vladal morda 44 ali 54 let (od okoli 1872 pr. n. št. dalje, srednja kronologija). Njegova dejanja niso zabeležena v nobenem do zdaj odkritem  zapisu.

### Eponimi
Na naslednjem seznamu so imena zadnjih 27 letno izvoljenih funkcionarjev limmujev z obsežnega Kültepeškega (Kaneškega) seznama eponimov. Seznam pokriva prva leta Naram-Sinovega vladanja in se konča skoraj desetletje pred 35. letom njegovega vladanja, v katerem je bil uničen karum Kaneš (okoli 1837 pr. n. št.). Mestna država Ašur, ki jo je podedoval Naram-Sin, je bila verjetno dokaj bogata, ker je bila središče obširne trgovske mreže, vzpostavjene na višku moči Starega asirskega cesarstva. Trgovanje se je po uničenju karuma Kaneš povsod drugod očitno nadaljevalo.  Med Kültepeškim in Marijskim seznamom eponimom je štiriletna vrzel. Datumi v seznamu so po srednji bližnjevzhodni kronologiji.
1872 pr. n. št. Šu-Suen, sin Bab-iluma 

1871 pr. n. št. Ašur-malik, sin Alahuma 

1870 pr. n. št. Ašur-imitšti, sin Ili-banija 

1869 pr. n. št. Ena-Suen, sin Šu-Adhurja 

1868 pr. n. št. Akutum, sin Alahuma 

1867 pr. n. št.. n. št. Masi-ili, sin Irišuma

1866 pr. n. št.Iddi-ahum, sin Kudanuma 

1865 pr. n. št.Samaya, sin Šu-Baluma 

1864 pr. n. št. Ili-Anum, sin Sukalije 

1863 pr. n. št. Enam-Anum, sin Adhur-malika 

1862 pr. n. št. Enum-Ašur, sin Duni-Ee

1861 pr. n. št. Ena-Suen, sin Šu-Ištarja

1860 pr. n. št. Hananarum 

1859 pr. n. št. Dadija 

1858 pr. n. št. Kapatija 

1857 pr. n. št. Išma-Ašur, sin Ea-dana 

1856 pr. n. št. Ašur-mutapil, sin Azizuma 

1855 pr. n. št. Šu-Nirah, sin Azuzaje 

1854 pr. n. št. Idin-abum 

1853 pr. n. št. Ili-dan, sin Azuze 

1852 pr. n. št. Ašur-imiti, sin Idn-Ištarja 

1851 pr. n. št. Buzija, sin Abije  

1850 pr. n. št. Dadija, sin Šu-Ilabrata 

1849 pr. n. št. Puzur-Ištar, sin Nur-ilišuja 

1848 pr. n. št. Isaja, sin Dagan-malkuma

1847 pr. n. št. Abu-Šalim, sin Ili-Anuma 

1846 pr. n. št. Ašur-rei, sin Ili-emukija

## Napisi
1. ↑  SDAS List, IM 60484, napis 34.
2. ↑  Nassouhi List, Istanbul A. 116 (Assur 8836), napis 33.
3. ↑  Khorsabad List, IM 60017 (excavation nos.: DS 828, DS 32-54), i 34.
4. ↑  Assyrian Kinglist fragment VAT 9812 = KAV 14: ‘3.